# ダイヤモンドヴァージン
「ダイヤモンドヴァージン」は、日本のヴィジュアル系ロックバンド・Janne Da Arcの24作目のシングル。

## 概要
- 前作「月光花」から約4ヶ月ぶり、アルバム『JOKER』からの先行シングル。
- 「BLACK JACK」以来4作ぶりのノンタイアップシングルとなった。
- CD+DVD盤とCD盤の2形態で発売された。CD+DVD盤には特典として表題曲のミュージック・ビデオを収録したDVDが同梱された。また、CD盤の初回生産分特典として1種類のピクチャーレーベル仕様で、次作「振り向けば…」の着うたもしくは着メロが無料ダウンロードできるシリアルナンバーが同梱された[注 1][1][2]。
- オリコンチャート初登場3位を獲得。3作連続でトップ3入りを果たした。

## 収録曲
1. ダイヤモンドヴァージン [4:35]
作詞・作曲：yasu
編曲：Janne Da Arc
仮タイトルは『ダイヤモンドヴァージン乙女』。MVはメンバーの演奏シーンのみで構成されている。
2. 湖 [6:17]
作詞・作曲：yasu
編曲：Janne Da Arc

## 参加ミュージシャン
Janne Da Arc
- yasu：Vocal
- you：Guitar
- ka-yu：Bass
- kiyo：Keyboards
- shuji：Drums

## 収録アルバム
- JOKER (#1)
- SINGLES 2 (#1)
- Janne Da Arc MAJOR DEBUT 10th ANNIVERSARY COMPLETE BOX (#1)